# Клэнси, Том
То́мас Ле́о Клэ́нси-младший (англ. Thomas Leo Clancy Jr.; 12 апреля 1947 года, Балтимор, Мэриленд, США — 1 октября 2013 года, там же), более известный как Том Клэнси (Tom Clancy) — американский писатель, работал в жанре технотриллера и описывал альтернативную историю. Известен благодаря детально проработанным с технической точки зрения бестселлерам, посвящённым холодной войне и событиям после неё. Произведения Тома Клэнси послужили источником вдохновения для таких игр, как Ghost Recon, Rainbow Six, The Division и Splinter Cell.

## Биография
Томас Клэнси родился 12 апреля 1947 года в городе Балтимор (штат Мэриленд).
Учился в частной католической школе Лойола Блэйкфилд, в Таусоне (штат Мэриленд), окончил в 1965 году. Изучал английскую литературу в колледже Лойола в Балтиморе, окончил в 1969 году.
С детства Клэнси увлекался военным делом, он служил в армии США, но ему пришлось уйти во время войны во Вьетнаме из-за плохого зрения.
После изучения филологии он стал работать страховым агентом.
В 1969 году Том Клэнси женился на Ванде Томас (Wanda Thomas).
В 1997 году Клэнси подал на развод, который вступил в силу в 1999 году.
В 1993 году Клэнси приобрёл бейсбольный клуб «Балтимор Ориолс». В 1998 году он достиг договорённости о покупке футбольного клуба «Миннесота Вайкингс», но вынужден был отказаться от сделки из-за убытков, вызванных бракоразводным процессом.
26 июня 1999 года, в возрасте 52 лет, Клэнси вторично женился на 32-летней писательнице Александре Мэри Ллуэллин.
К удивлению многих, Клэнси выступил в защиту ислама сразу после теракта 11 сентября 2001 года, во время интервью CNN позже в этот день. Тесно связан с генералом Энтони Зинни (Anthony Zinni), критиковавшим войну в Ираке. Они вместе работали над двумя книгами.
Скончался в ночь на 1 октября 2013 года на 67-м году жизни в одном из госпиталей Балтимора.

### Мир Джека Райана
- «Охота за „Красным Октябрём“» (англ. The Hunt for Red October) (1984)

Первый роман Тома Клэнси. Новейший советский подводный ракетоносец «Красный Октябрь» под командованием капитана Марка Рамиуса направляется к берегам США, командир сговорился с кучкой офицеров, они намерены просить политического убежища. Северный флот выходит в море, чтобы перехватить лодку, на его пути встаёт армада британских и американских военно-морских и воздушных сил. Джек Райан разгадывает план Рамиуса. Он излагает своё видение ситуации на совещании у президента. После гибели команды офицеров ЦРУ ему приходится лично провести операцию по оказанию помощи перебежчикам. Большая часть команды эвакуируется, а Рамиус и его сообщники ведут подлодку в Норфолк. В финале романа происходит бой между «Красным октябрём» и советской подлодкой «Коновалов», управляемой учеником Рамиуса, разгадавшим замыслы учителя и устроившим на него засаду. В 1990 году был снят одноимённый фильм с Алеком Болдуином в роли Джека Райана и Шоном Коннери в роли Марка Рамиуса. Впоследствии было выпущено несколько одноимённых компьютерных игр.
- «Игры патриотов» (англ. Patriot Games) (1987)

Бывший морпех, а ныне профессор истории Райан спасает от нападения ирландских террористов Армии освобождения Ольстера принца Уэльского и его семью. Исследуя АОО как аномалию, Райан переходит на работу в ЦРУ. Чтобы сорвать сбор пожертвований, проводимый в США ИРА, террористы АОО устраивают покушения на Райана и его семью. Через высокопоставленного предателя они получают информацию о посещении принцем Уэльским дома Райана и пытаются его захватить. Райану удаётся спасти гостей и поймать в ловушку почти всю группу АОО. В 1992 был снят одноимённый фильм с Харрисоном Фордом в роли Райана.
- «Кремлёвский кардинал» (англ. The Cardinal of the Kremlin) (1988)

Борьба американских и советских спецслужб за секреты лазерного оружия, способного сбивать баллистические ракеты. Чтобы предотвратить государственный переворот в СССР, Райан шантажирует главного организатора — председателя КГБ Герасимова. Тот посылает в США группу оперативников КГБ с целью выкрасть руководителя американского проекта, но попытка проваливается и ему приходится бежать в США, захватив с собой разоблачённого предателя полковника Филатова («кремлёвского кардинала»), в то время как гарнизон советской базы лазерного оружия в Таджикской ССР отбивает нападение афганских моджахедов.
- «Прямая и явная угроза» (англ. Clear and Present Danger) (1989)

Ввиду болезни адмирала Грира Райан исполняет обязанности заместителя директора ЦРУ по разведке. Распоясавшиеся колумбийские наркобароны уничтожают американского посла и директора ФБР, прибывших в Боготу. Разъярённый президент посылает в Колумбию диверсионные группы для борьбы с наркокартелем, но затем измена советника Каттера, решившего спрятать концы в воду перед президентскими выборами, приводит солдат на грань уничтожения. Райан принимает личное участие в их спасении. В 1994 снят одноимённый фильм с Харрисоном Фордом в роли Райана и Уиллемом Дефо в роли Кларка.
- «Все страхи мира» (англ. The Sum of All Fears) (1991)

Террористы находят ядерную бомбу, утерянную израильскими ВВС в ходе войны Судного дня, и решают развязать войну между СССР и США. Они изготавливают термоядерную бомбу и взрывают её на бейсбольном матче и устраивают перестрелку между американскими и советскими танками в Берлине. Начинаются локальные стычки между советскими и американскими войсками. Президент Фаулер, получив неверные разведданные, впадает в панику и едва не начинает ядерную войну, но Райану удаётся связаться напрямую с советским президентом Нармоновым и предотвратить бойню. Россия и США отказываются от МБР. В фильме 2002 года, выпущенном под названием «Цена страха (фильм, 2002)», в роли Райана снялся Бен Аффлек.
- «Без жалости» (англ. Without Remorse) (1993)

Джон Келли — сотрудник спецназа флота ведёт свою личную войну с наркомафией, убившей его девушку. Одновременно американское командование использует его как разведчика во Вьетнаме при осуществлении плана освобождения военнопленных, обречённых на смерть. Информация об операции попадает к противнику, вьетнамцы усиливают охрану лагеря. Келли отменяет операцию, ему удаётся взять в плен советского полковника. Американцы выменивают пленного в обмен на гарантии жизни обречённых военнопленных, которых после этого переводят в обычный лагерь. Келли заканчивает мстить и имитирует свою гибель, вставая в ряды ЦРУ. Так появился Джон Кларк. В 2021 году вышла одноимённая экранизация романа где в роли Джона Кларка снялся Майкл Б. Джордан.
- «Долг чести» (англ. Debt of Honor) (1994)

Райан занял пост советника президента по национальной безопасности. Американским лоббистам удаётся провести законопроект об ограничении японского импорта, после чего США подвергаются экономической и военной атаке со стороны Японии, которая тайно обзавелась МБР с ядерными боеголовками. Подкупленный программист запускает вирус, стирающий информацию об экономических сделках, а японские десантники оккупируют Марианские острова. Однако двум оперативникам ЦРУ удаётся устроить аварию новейших японских самолётов ДРЛО и спасти лидера оппозиции, а американский подводный флот наносит серию ударов по японским силам. Американские бомбардировщики уничтожают японские ракетные шахты и срывают вторжение Индии на остров Цейлон. В финале книги японский пилот, потерявший родственников, направляет свой самолёт на Капитолий, уничтожая всю американскую политическую верхушку. Вице-президент Райан произносит присягу президента. Вместе с романами «Слово президента» и «Медведь и дракон» роман образует «китайскую трилогию» — все события разворачиваются на фоне противостояния США с Китаем, стремящимся к захвату Сибири.
- «Слово президента» (англ. Executive Orders) (1996)

Продолжение «Долга чести». Райан стал президентом в результате атаки пилота-камикадзе, уничтожившего Сенат вместе со всем правительством. Америка подвергается заражению вирусом Эбола со стороны режима аятоллы Объединённой Исламской республики (объединённых Ирана и Ирака), который планирует захватить Саудовскую Аравию. Происходит сближение России с США, вызванное растущей китайской угрозой, Головко активно назначает «нужных людей», в том числе Бондаренко, на высшие посты. Террористы совершают нападение на детсад, захватив в заложники дочь Райана. Райан перебрасывает две бригады в Саудовскую Аравию и вынуждает индийского премьер-министра снять блокаду Ормузского пролива. Американские, саудовские и кувейтские силы разбивают превосходящую по силам танковую «Армию Аллаха». Американский бомбардировщик уничтожает аятоллу. Райан признает независимость Тайваня и декларирует «доктрину Райана» — теперь никто не сможет безнаказанно истреблять американских граждан.
- «Радуга шесть» (англ. Rainbow Six) (1998)

Тесно связана с одноимённой компьютерной игрой. Джон Кларк возглавляет элитную антитеррористическую группу «Радуга» и предотвращает гибель человечества от вируса, разработанного организацией фанатиков, замысливших очистить Землю от людей ради спасения природы.
- «Медведь и дракон» (англ. The Bear and the Dragon) (2000)

Продолжение «Слова президента». После убийства китайскими полицейскими двух католических священников США и другие страны отказываются приобретать китайские товары, Китай испытывает недостаток валюты, необходимой для приобретения нефти и пшеницы. Китайские лидеры решают захватить российскую территорию. Бондаренко становится командующим дальневосточного военного округа. Россия вступает в НАТО, а бойцы «Радуги» действуют совместно с российским спецназом. Китайские армии вторгаются на Дальний Восток. ВС США помогают отразить китайское вторжение. Китайцы пытаются нанести по США ядерный удар, но бойцы «Радуги» и спецназа взрывают ракеты, а одну, успевшую стартовать, уничтожает ПРО. После этого в Китае происходит революция, свергающая сторонников войны с Россией
- «Красный кролик» (англ. Red Rabbit) (2002)

Действие возвращается во времена бытности Райана аналитиком ЦРУ. Райан помогает бежать на Запад офицеру-шифровальщику КГБ, раскрывшему план убийства папы римского, а также вместе с британскими дипломатами задерживает организатора покушения.
- «Зубы тигра» (англ. The Teeth of the Tiger) (2003)

Сын Джека Райана Джон вступает в секретную организацию по борьбе с терроризмом, истребляя физически террористических лидеров, устроивших одновременные бойни в американских торговых центрах.
- «Живым или мёртвым» (англ. Dead or Alive) (2010) Соавтор — Грант Блэквуд.

В мире происходят загадочные убийства, исчезновения самолётов, похищения техники и разных видов устройств, связанных с атомной энергетикой. Джек Райан-младший и его коллеги из организации «Кампус» считают, что за этими событиями стоит исламская террористическая организация, возглавляемая Эмиром. Задача «Кампуса» — найти штаб-квартиру.
- «В одной связке» (англ. Locked On) (2011). В соавторстве с Марком Грени.

Джек Райан-старший вновь баллотируется на пост президента против действующего президента Эдварда Килти, баллотирующегося на второй срок (2009—2012). Килти пытается найти компромат на Райана, то есть факты о незаконной деятельности Джона Кларка. Между тем пакистанский генерал похищает ядерную боеголовку из своей страны и поставляет дагестанским сепаратистам, которые, при содействии обратившегося в ислам главы российской частной авиакосмической корпорации «Космос» доставляют её на Байконур, чтобы нанести ядерный удар по Москве. Джек Райан-младший и «Кампус» пытаются предотвратить использование ядерного оружия, а также помочь Кларку остаться «невидимым».
- «Вектор угрозы» (англ. Threat Vector) (2012). В соавторстве с Марком Грени.

История начинается через 6 мес. после предыдущей книги. Райан-старший приведен к присяге как президент Соединенных Штатов. Китайцы начинают войну за контроль над Южно-Китайским морем. Используя превосходство кибервойны, они скомпрометировали американских гражданских лиц, вооруженные силы и разведку (включая Кампус), а также подругу Джека Райана-младшего.
- Command Authority (англ. Command Authority, возможные переводы — «Право на окончательное решение», «Верховный Главнокомандующий», «Последняя инстанция») (2013) В соавторстве с Марком Грени.

После многих лет пребывания в НАТО в России к власти приходят силовики с главе с президентом Валерием Володиным, что приводит к резкому обострению отношений с США. ФСБ уничтожает в России всю организованную преступность, не тронув лишь крупнейшую славянскую группировку «Семь сильных людей», которую превращает в своё тайное подразделение. Претензии Володина на восстановление Советского Союза приводят к агрессии против Эстонии, которая, впрочем, продлилась всего пять часов в связи с прибытием войск НАТО. После этого Володин разрабатывает более тонкий план, направленный на захват Украины. Организовав убийство дружественно настроенного к американцам директора СВР Станислава Бирюкова, Володин получает повод для объединения СВР и ФСБ в, фактически, старый КГБ. Отравлен полонием-210 Сергей Головко. Боевики «Семи сильных людей», возглавляемые вором в законе Дмитрием Нестеровым по кличке «Глеб Резаный», дестабилизируют ситуацию на Украине. Населению массово раздаются российские паспорта. В Севастополе пророссийскими активистами захвачена тайная база ЦРУ. Организовав убийство лидера ведущей пророссийской партии Украины Оксаны Зуевой и теракт на пророссийском митинге в Донецке, ФСБ дает Володину повод начать вторжение на Украину. Американский спецназ помогает украинской армии, однако об участии американских войск речи не идет и шансов отразить нападение нет. Тем временем Джек Райан анализирует события тридцатилетней давности и приходит к выводу, что директор ФСБ Роман Таланов — полулегендарный советский убийца «Зенит», причастный к загадочному делу с похищением 204 миллионов долларов в КГБ в 1985 году. Сын Райана Джек-младший выясняет, что эти деньги были украдены Володиным, который в 90-е основал первый в России коммерческий банк, взяв таким образом под контроль процесс приватизации. Затем, в начале 90-х, Таланов был внедрен в преступную группу «Семь сильных людей», стал вором в законе и, используя возможности преступных групп, привел Володина к власти, получив за это должность директора ФСБ. Захватив Глеба Резаного, Райан связывается с Володиным и заявляет, что может обнародовать и доказать факты из его преступной биографии. Испугавшись последствий, Володин прекращает агрессию против Украины. Крым отходит России. Таланова убивают воры в законе, узнавшие о том, что тот был агентом КГБ.

## Отдельные произведения
- «Красный шторм поднимается» (англ. Red Storm Rising) (1986)

Группа мусульман-смертников уничтожает нижневартовский нефтеперерабатывающий комплекс. Политбюро решает отнять нефть у стран Персидского бассейна, но для этого надо разгромить страны НАТО. Происходит война между НАТО и СССР. Советским сухопутным войскам не удаётся преодолеть сопротивление войск НАТО в Германии, в то время как советские флот и авиация неожиданно едва не побеждают в битве за Атлантику. Соавтор — Ларри Бонд. Послужил основой для одноимённой компьютерной игры. Роман не входит в Мир Райана. (В романе «Слово президента» есть упоминание о войне между СССР и НАТО, однако более эта тема не раскрывается).
- «Ударная подлодка» (англ. SSN) (1996)

О миссии подлодки «Шайенн» во время войны с Китаем, разразившейся из-за спорных островов Спратли. Книга не входит в Мир Райана.
- «Игры во власть-ПОЛИТИКА» — в соавторстве с Мартином Гринбергом.

По романам «Охота за „Красным Октябрём“», «Игры патриотов», «Прямая и явная угроза» и «Все страхи мира» были сняты коммерчески успешные кинофильмы с популярными актёрами в главных ролях. Как и большинство экранизаций бестселлеров, они были приняты фанатами Клэнси в штыки из-за вольного обращения с оригинальным сюжетом.

## Серия «Оперативный центр»
Серия написана в соавторстве со Стивом Печеником.
- «Корейская угроза» (англ. Op-Center) (1995)
- «Зеркальное отражение» (англ. Op-Center: Mirror Image) (1995)

Министр Внутренних дел России Долин, стремящийся к реставрации СССР, проигрывает президентские выборы прозападному кандидату Жанину. Долин решает захватить власть, показав недееспособность Жанина. Долин создает собственный оперативный центр. В сотрудничестве с русской мафией и террористической организацией «Грозная» на деньги колумбийской наркомафии он организовывает беспорядки в Польше и конфликт Польши с Украиной. На Украину вводится российская армия с целью захвата Польши, а затем всей восточной Европы. Все это происходит не только без согласия, но даже без ведома президента; Долин желает одновременно устроить и взрыв патриотизма по случаю захвата Польши, и демонстрацию недееспособности президента. Дабы не допустить вмешательства США, русская мафия должна устроить серию терактов по всему миру… Но на пути Долина оказались сотрудники оперативного центра.
- «Государственные игры» (англ. Op-Center: Games of State) (1996)
- «Военные действия» (англ. Op-Center: Acts of War) (1996)
- «Баланс сил» (англ. Balance of Power) (1998)

## Компьютерные игры
Имя Тома Клэнси давно стало брендом в индустрии компьютерных игр: названия обычно начинаются с его имени — Tom Clancy’s. Плюс к этим играм активно выпускаются и книги под его псевдонимом.
Первая компьютерная игра от Тома Клэнси SSN была выпущена в 1996 году Clancy Interactive Entertainment и Virtus Corporation, издателем выступили Simon & Schuster Interactive. Все последующие продукты разрабатывались компанией Red Storm Entertainment. Издателем игр Тома Клэнси с 1998 года является компания Ubisoft Entertainment, которая в 2000 году приобрела компанию Red Storm Entertainment.